# Weippe
Weippe – miasto (city) w Stanach Zjednoczonych, w stanie Idaho, w hrabstwie Clearwater.

## Położenie
Miasto położone jest na pasie łąk o szerokości około 29 km i ograniczonym sosnowymi lasami, który nazywany jest Prerią Weippe. Przez jego teren przepływają strumienie Grasshopper Crk i Jim Ford Crk.

## Historia
We wrześniu 1805 roku głodująca ekspedycja Lewisa i Clarka po raz pierwszy spotkała się z plemieniem indiańskim Nez Percé (z fr. przekłute nosy) na Prerii Weippe; miejsce to obecnie znajduje się na południe od miasta. W 1860 E.D. Pierce odkrył złoto w pobliżu, co w 1861 roku zapoczątkowało gorączkę złota na tym obszarze. Rozwój osadnictwa został ponadto nasilony na skutek przyznania wielu rodzinom działek w tym regionie w ramach Ustawy o gospodarstwach rolnych. Zgodnie z informacjami zawartymi na stronie miasta oraz w kilku innych dokumentach wieś Weippe została zarejestrowana w 1964 roku, data ta nie jest jednak zgodna z danymi opracowanymi przez Bureau of the Census, zgodnie z którymi miasto Weippe zostało zarejestrowane w 1960 roku.